# Union sportive seynoise
Maillots
Actualités
Dernière mise à jour : 14 juin 2022.
L’Union sportive seynoise, basée à La Seyne-sur-Mer, dans le Var, est un club français de rugby à XV.
L'équipe première évolue en Nationale 2 lors de la saison 2025-2026.

## Histoire

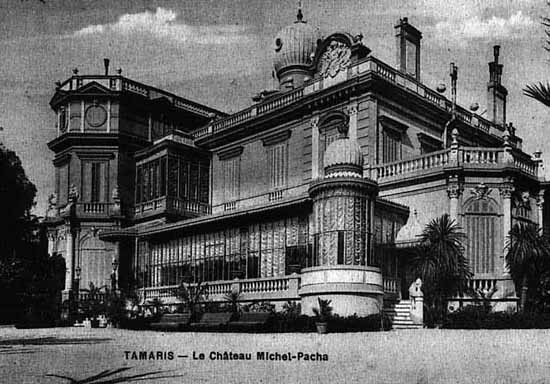
La Seyne-sur-Mer au siècle dernier.

L’histoire de l’US seynoise débute grâce à un jeune homme, Victor Marquet, né en région parisienne, qui pratique le rugby au lycée Lakanal à Sceaux, puis au Stade français. Devenu chef de l'atelier électricité aux Forges et Chantiers de La Seyne, il va persuader plusieurs jeunes gens de son entourage, ouvriers et soldats de l’Infanterie coloniale basés en ville, de créer la première équipe de rugby du département, en 1902. Le premier match met aux prises l’USS et l'Olympique de Marseille, dont l’équipe de rugby était alors bien plus redoutable que celle de football.
Après des débuts prometteurs, La Seyne est éclipsée par le puissant voisin toulonnais, notamment faute de moyens financiers et de stériles querelles intestines avec d'autres clubs. En 1906, une crise éclate, directement liée au climat politico-religieux de l’époque. Victor Marquet, homme pieux et pratiquant, quitte le club pour Toulon où, avec quelques joueurs l’ayant suivi, il renforce l'Étoile sportive toulonnaise, un club créé par ses amis des chantiers navals (Le Stade varois puis le Rugby club toulonnais naîtront ensuite.) L’US seynoise, elle, est dissoute et remplacée par l'Olympique seynois, club laïc, qui ne survivra pas à la Première Guerre mondiale.
En octobre 1921, les sociétés sportives de la ville (football, natation, boxe, cyclisme, athlétisme, gymnastique, moto, préparation militaire) fusionnent sous le nom d’US seynoise. Seul le rugby conserve aujourd'hui l’appellation. L’équipe de rugby évolue en Honneur (3e division) puis accède à l’Excellence (2e division) en 1935 et manque de peu l’accession à l’élite en 1939. La Seconde Guerre mondiale met un terme à cette progression.
Après la guerre, le club repart en Honneur et accède dès 1946 à l’Excellence B. La vie du club va alors devenir indissociable de celle des constructions navales du port. En 1948, un rapprochement avec le club des chantiers est effectué et l'USS devient USS-FCM, puis USS- CNIM (Constructions navales et industrielles de la Méditerranée, la principale entreprise de la région).
Jusqu’aux années 1970, le club évolue en séries régionales ou en Excellence. L’ascension est alors fulgurante : un titre national en Division d'honneur en 1976, un titre de troisième division en 1977 et, dans la foulée, une finale de deuxième division perdue de justesse contre Condom, mais donnant droit à l'accession en groupe B de première division (soit l’équivalent de la deuxième division nationale).
Le club manque même de justesse la montée dans l'élite du rugby français après sa défaite en quart de finale contre Bourgoin dans un match marqué par sept expulsions dont quatre chez les Varois.
Après être descendu en deuxième division, La Seyne retournera en première division groupe B en 1994-1995.
Après quinze années en Fédérale 1, l'US seynoise connait la relégation au terme de la 2018-2019, où elle termine à l'avant-dernière place de la poule 2. Le club va bénéficier de la refonte des championnats fédéraux et retrouver la Fédérale 1 à l'entame de la saison 2020-2021, tronquée par la pandémie de covid-19.
L’US seynoise évolue en Fédérale 1, l’élite du rugby amateur et se positionne comme le second club du Var et du comité de Côte d’Azur.
En 2021-2022, le club remporte son barrage d'accession face au SC Mazamet, il est promu dans le nouveau championnat de Nationale 2. L'équipe finit troisième de sa poule et s'incline en barrage contre l'AS Fleurance. La saison suivante voit les Seynois terminer derniers de leur poule et être relégués en Fédérale 1.
En 2024-2025, l'US seynoise acquiert son accession en Nationale 2 et atteint les demi-finales du championnat (concédée 18-26 contre l'US Tyrosse).

## Couleurs et logo

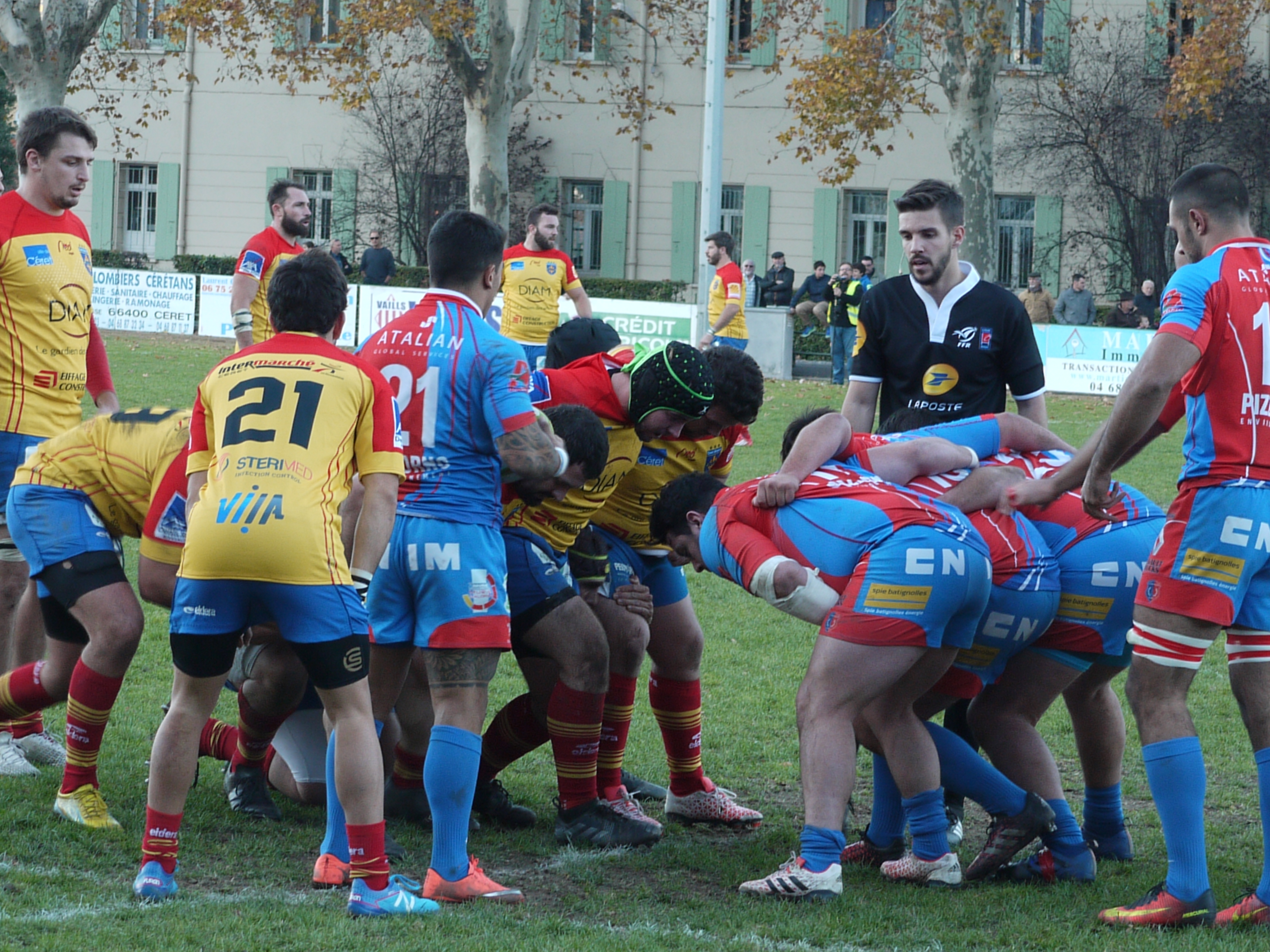
Joueurs de l'US seynoise en 2017 contre le Céret sportif.

Les couleurs bleu marine et rouge sont celles de la ville de La Seyne-sur-Mer, mais aussi celles du Stade français, où le fondateur, Victor Marquet, avait joué. Le logo du club s’orne du dessin du pont transbordeur, vestige des anciens chantiers navals, qui servait à acheminer les marchandises fabriquées à La Seyne jusqu’aux gares et jusqu’à Toulon.

## Palmarès

### Détail du palmarès
- Finaliste des play-downs de Fédérale 1 : 2008
- Vice-champion de France de deuxième division : 1978
- Champion de France de  Fédérale 3 : 1977
- Champion de France Honneur : 1976

### Finales disputées
| Compétition           | Date de la finale | Vainqueur             | Score   | Finaliste      | Stade                                    |
| --------------------- | ----------------- | --------------------- | ------- | -------------- | ---------------------------------------- |
| Honneur               | 30 mai 1978       | US seynoise           | 14 - 3  | AS Bages       | Stade Pierre-de-Coubertin, Châteaurenard |
| 3e division           | 22 mai 1977       | US seynoise           | 6 - 3   | Valence-d'Agen | Stade Louis-Trigit, Pézenas              |
| 2e division           | 21 mai 1978       | SA Condom             | 13 - 12 | US seynoise    | Stade Albert-Domec, Carcassonne          |
| Challenge de l'Amitié | 1991              | RC Montceau-Les-Mines | 18 - 0  | US seynoise    | -                                        |

## Joueurs emblématiques
- Marc de Rougemont
- Gilbert Doucet
- Sonny Falconetti

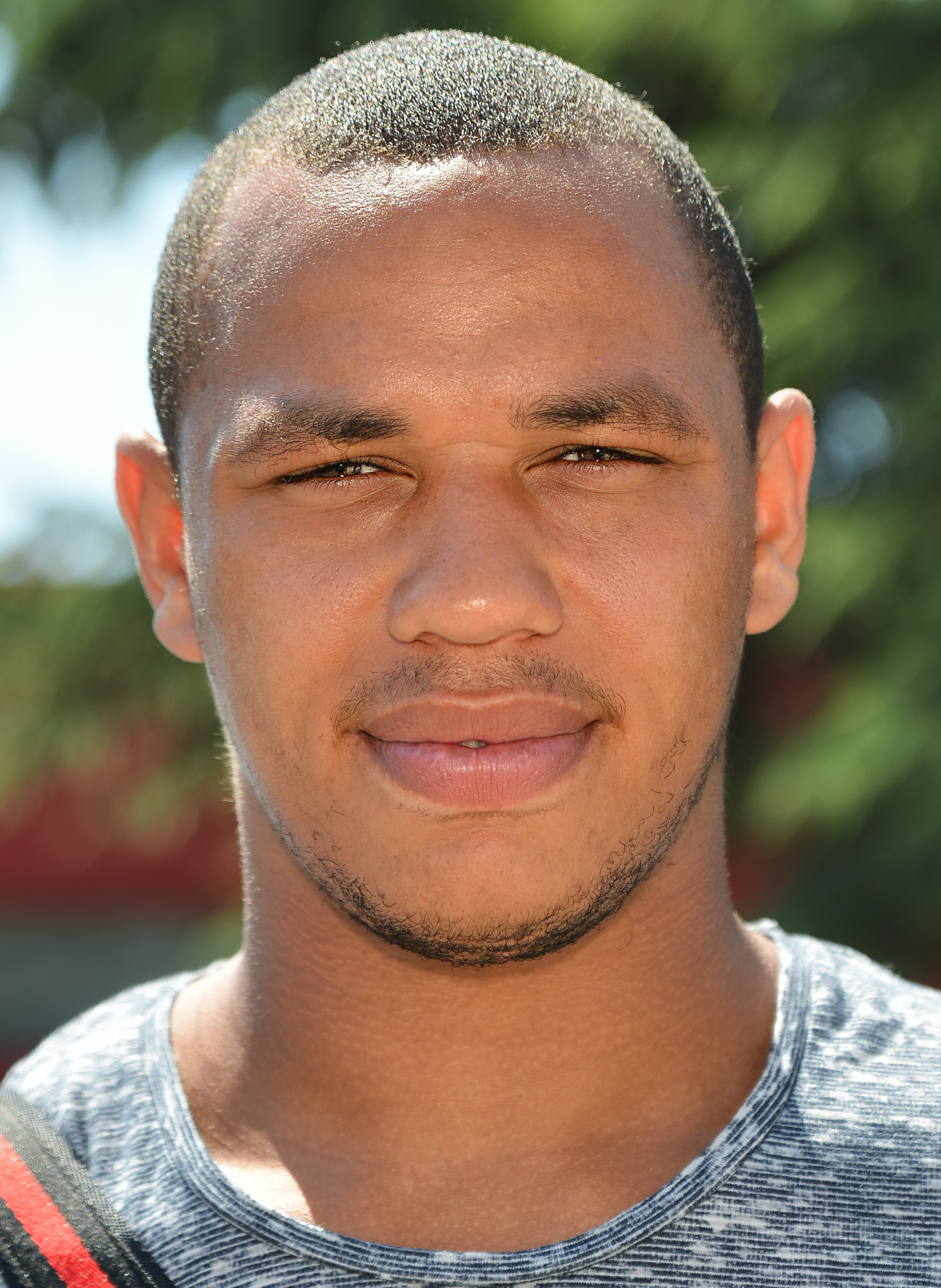
Gaël Fickou
- Marin Gurămare
- Bernard Herrero
- David Jaubert
- Léon Loppy
- Félix Mendy
- Gérald Orsoni
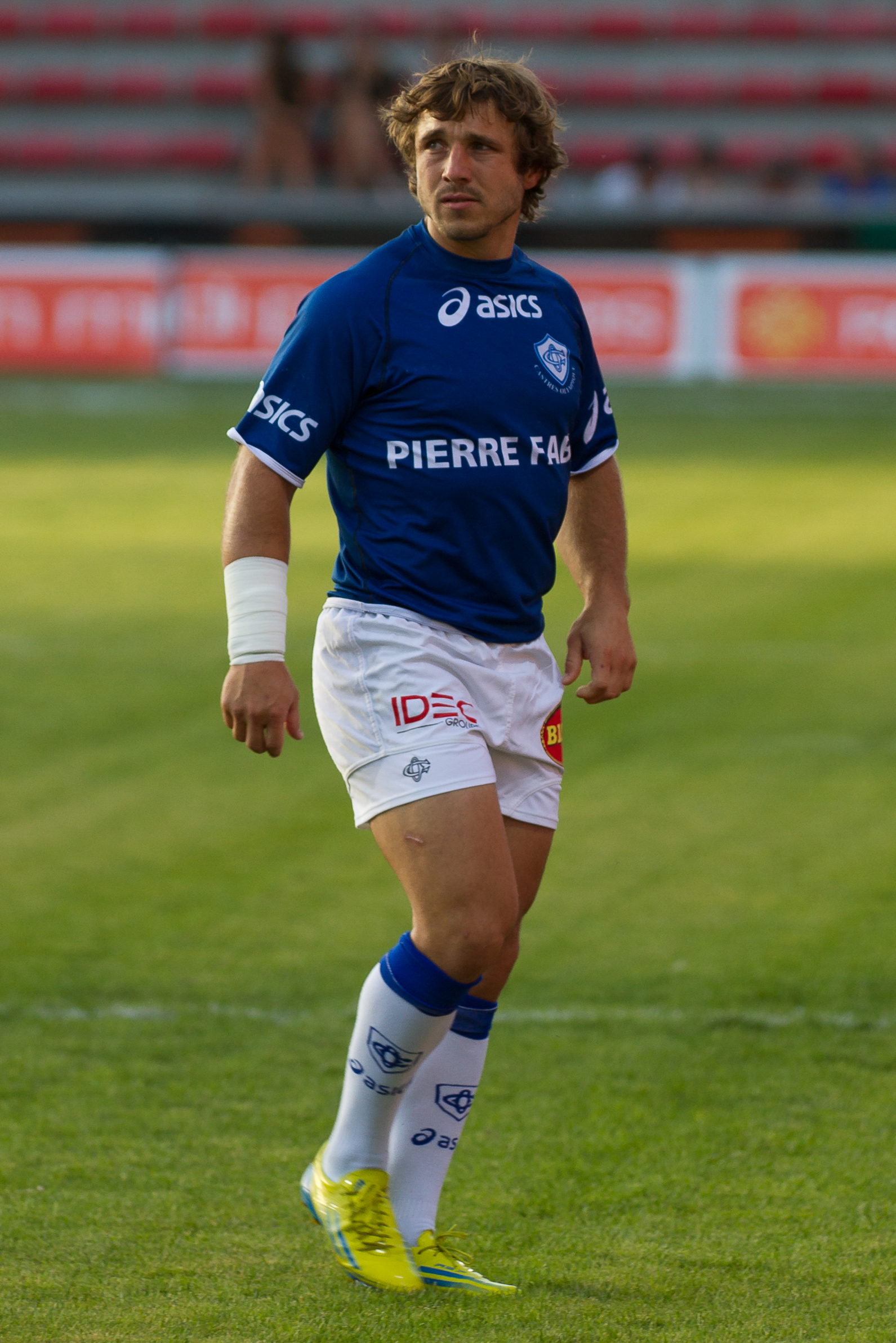
Marc Andreu
- Kolinio Ramoka
- Corentin Braendlin
- Cody Basson

- Gaël Fickou
- Marc Andreu